# آرتور ادسون
آرتور ادسون (انگلیسی: Arthur Edeson؛ ۵ اکتبر ۱۸۹۱ – ۱۴ فوریهٔ ۱۹۷۰) یک مدیر فیلم‌برداری اهل ایالات متحده آمریکا بود.

## بخشی از فیلم‌شناسی
- رابین‌هود (۱۹۲۲)
- در آریزونای قدیم (۱۹۲۹)
- فرانکنشتاین (فیلم ۱۹۳۱) (۱۹۳۱)
- مرد نامرئی (۱۹۳۳)
- نیروی دریایی وارد می‌شود (۱۹۳۴)
- شورش در بونتی (۱۹۳۵)
- شاهین مالت (۱۹۴۱)
- کازابلانکا (۱۹۴۲)